# The Last of Robin Hood
The Last of Robin Hood è un film del 2013 scritto e diretto da Richard Glatzer e Wash Westmoreland e con protagonisti Kevin Kline e Dakota Fanning.

## Trama
Il film segue gli ultimi anni di vita del famoso attore Errol Flynn, prima della sua prematura scomparsa avvenuta a cinquant'anni per arresto cardiaco. In questo periodo della sua vita, l'attore strinse una relazione intima con l'attrice Beverly Aadland, allora diciassettenne. Secondo alcune indiscrezioni l'attore avrebbe sedotto la ragazza quando ella aveva solo quindici anni.

## Produzione

### Casting
Il 10 ottobre 2012 Kevin Kline e Susan Sarandon furono i primi attori ad essere inseriti nel cast del film, rispettivamente nei ruoli di Errol Flynn e della madre di Beverly Aadland, Florence. Il successivo 23 gennaio si unì al cast Dakota Fanning nel ruolo di Beverly Aadland, la fidanzata diciassettenne di Errol Flynn, e il 18 febbraio Patrick St. Esprit venne scelto per interpretare il ruolo del padre di Beverly, Herb Aadland.
Nel cast è presente anche Sean Flynn, che in realtà è il nipote di Errol.

### Riprese
Le riprese del film iniziarono nel febbraio 2013 ad Atlanta in Georgia.

## Distribuzione
Il film è stato proiettato in anteprima mondiale il 6 settembre 2013 alla trentottesima edizione del Toronto International Film Festival e sarà distribuito nei cinema statunitensi nel corso del 2013.